# Наталь (опера)
Наталь — опера в 3-х действиях композитора Г. А. Корепанова, на либретто А. Н. Симонова, по мотивам повести Ф. Г. Кедрова «Катя».
«Наталь» является первой национальной удмуртской оперой. Премьера состоялась 21 января 1961 года в Удмуртском драматическом театре в Ижевске. Первые три спектакля были даны 21—22 января на удмуртском языке, следующие три 27—28 января — на русском. В то же время была сделана аудиозапись оперы на русском языке.

## История создания
Либретто оперы написал артист Русского драматического театра Александр Симонов. В написании текста принимала участие жена композитора Г. А. Корепанова Людмила. Опера была создана в 1960 году на русском языке, а премьера планировалась в ноябре этого же года. По рекомендации обкома КПСС текст оперы был переведён на удмуртский язык, чтобы премьера первой удмуртской оперы прошла на национальном языке. Дирижёр Г. Н. Бехтерев, режиссёр А. А. Асанин, художник Г. Е. Векшин, хормейстер А. В. Мамонтов.
В качестве основы для либретто была взята повесть Ф. Г. Кедрова «Катя», написанная в 1940 году. Автор описал нелёгкую судьбу девушки-удмуртки в годы Первой мировой войны и Октябрьской революции. Либретто оперы «Наталь» имеет важные отличия от повести. Для А. Н. Симонова и Г. А. Корепанова работа над оперой была первым опытом создания крупного театрального произведения. Оба автора были вынуждены работать с учётом социалистической идеологии, что привело к изменениям в сюжете и повлияло на трактовку образа главной героини. В отличие от счастливой концовки в книге «Катя» Ф. Кедрова, в которой главные герои, пройдя через испытания, празднуют воссоединение семьи, героический поступок в финале оперы и гибель Наталь, сопровождаемые патетическим апофеозом хора, соответствовали идеологическому канону «светлого будущего» и статусу первой удмуртской оперы. 
В опере национальный удмуртский колорит сочетается с традициями русской классической оперы и глубоким психологизмом образов. Премьерный показ получил положительные отзывы присутствовавших на премьере Т. Н. Хренникова, А. И. Хачатуряна и В. М. Блока.
Опера была восстановлена на сцене Государственного театра оперы и балета Удмуртской Республики спустя 59 лет в ноябре 2011 года. Утерянную партитуру шесть лет восстанавливал сын композитора Александр Корепанов. Опера прозвучала на русском языке, работа над восстановлением партитуры на удмуртском языке была продолжена.

## Краткое содержание
Опера состоит из 3-х действий. Действие происходит в удмуртском селе в 1910-х годах.
1 действие
Максим признаётся в любви осиротевшей в детстве Наталь. Батрак Сандыр, поднявший руку на кулака Миквора, не заплатившего ему за работу, признаётся в любви подруге Наталь Оки и предлагает её бежать из села. На сельских гуляниях кулацкий сын Педор с друзьями похищают Наталь и избивают Максима.
2 действие
Наталь сбегает из дома Педора и встречает Максима на берегу реки. Максима, Сандыра и учителя Шестерикова призывают на начавшуюся войну, в то время как кулацкие сыновья избегают призыва.
3 действие
Осенью 1917 года на сельском сходе вернувшиеся с войны Шестериков и Максим сообщают о переход власти к Советам. Булда и Миквор развязывают драку. Педор с ножом бросается на Максима, Наталь закрывает собой любимого и погибает от удара. Звучит финальный хоровой гимн-апофеоз, прославляющий счастье будущей светлой жизни.

## Критика
Критики высказывали претензии к финалу оперы, в котором гибель главной героини несообразно перекрывается общим порывом к светлому будущему. Причём окончательный финал оперы, включая смерть главной героини, был утверждён только во время репетиций. Также отмечалось отличие либретто, в котором героиня почти не делает активных действий, а лишь переживает свою судьбу, от оригинальной повести, где Катя является центром сюжета.

## Исполнители ролей
- Пахомова Е. С. — Наталь[12][5];
- Галасеева М. И. — Оки[13];
- Кудрявцев С. П.[14], Романов П. Т.[5],  — Максим;
- Ложкин К. А. — Булда[15][16];
- Титов Г. И.[5][17], Нисковских В. Н.[18] — Шестериков;
- Смородин Ю. И. — Сидор[19];
- Нефёдов В. А. — Сандыр[20].